# Четвърта космическа скорост
Четвъртата космическа скорост е минималната необходима космическа скорост на едно тяло, за да преодолее гравитацията на галактиката в дадена точка. Четвъртата космическа скорост се използва доста рядко. Никой изкуствен обект все още не е развивал такава скорост.
Четвъртата космическа скорост не е постоянна за всички точки от галактиката, а зависи от координатите. Изчислено е, че в района на нашето Слънце четвъртата скорост е около 550 km/s. Стойността силно зависи не само (и не толкова) от разстоянието до Галактическия център, но и от разпределението на масите на материята в Галактиката, за което все още няма точни данни поради факта, че видимата материя съставлява само малка част от общата гравитираща маса, а всичко останало е тъмна материя. Извън галактическия диск разпределението на масите е приблизително сферично симетрично, както следва от измерванията на скоростите на кълбовидни купове и други обекти от сферичната подсистема.

## Изчисление
Четвъртата космическа скорост е числено равна на корен квадратен от гравитационния потенциал φ, взет с обратен знак в дадена точка от галактиката, ако се избере гравитационният потенциал да е равен на нула в безкрайността:
{\displaystyle v_{4}={\sqrt {-\varphi }}.}
Гравитационният потенциал, създаден от произволно разпределена маса, такава като Галактиката, удовлетворява уравнението на Поасон:
{\displaystyle \Delta \varphi ({\vec {r}})=4\pi G\rho ({\vec {r}}),}
където {\displaystyle \Delta } е оператор на Лаплас, {\displaystyle G} е гравитационната константа, {\displaystyle r} е разстоянието от центъра на галактиката, {\displaystyle \rho } е плътността (точни данни за разпределението на плътността в галактиката засега няма).

## Примери
- Орбиталната скорост на движението на Слънцето около центъра на Галактиката е приблизително 217 km/s и ако се движи около три пъти по-бързо, то в крайна сметка би напуснало Млечния път.
- Звездите, разположени близо до свръхмасивната черна дупка в центъра на нашата Галактика (обект Стрелец А*), понякога могат да придобият значителен импулс, достатъчен да преодолее гравитацията на Галактиката или дори по-голям, даже до скорости от порядъка на 4000 km/s в някои случаи.[1]
- Пулсарът B1508+55, отдалечен на 7700 светлинни години от Земята, се движи със скорост от 1100 km/s, което е два пъти по-висока от четвъртата космическа скорост в слънчевия регион (550 km/s).[2]